# Los Alamillos
Los Alamillos es una localidad del municipio de Sorbas, provincia de Almería, Andalucía (España). Situada dentro del parque natural del Cabo de Gata-Níjar. Se encuentra a unos 24 km de su capital Sorbas y a 49 km de la capital de provincia Almería por la autovía del Mediterráneo

## Economía
Esta pedanía de Sorbas destaca por ser una de las pocas en cuanto al cultivo de agricultura en invernadero. También predomina el cultivo de agricultura de Secano.

## Población
Esta barriada cuenta con 33 habitantes censados y está muy próxima a la Venta del Pobre, Níjar (6 km)
- Datos: Q5979280